# A-Teen
A-Teen (에이틴) est une série télévisée sud-coréenne. Elle est diffusée sur Naver TV Cast du 1er juillet au 16 septembre 2018, les mercredis et dimanches à 19h00. Il s'agit de la suite de la série télévisée Seventeen et traite cette fois-ci les histoires d'élèves lycéens ayant 18 ans.

## Synopsis
L'histoire suit 6 lycéens lors de l'année de leurs 18 ans.

## Distribution

### Acteurs principaux
- Shin Ye-eun : Do Ha-na
- Lee Na-eun : Kim Ha-na
- Shin Seung-ho : Nam Shi-woo[3]
- Kim Dong-hee : Ha Min
- Kim Su-hyun : Yeo Bo-ram
- Ryu Ui-hyun : Cha Gi-hyun
- Kang Min-ah : Cha Ah-hyun
- Choi Bomin : Ryu Jooha

### Acteurs secondaires
- Jo So-bin : Kim Na-hee
- Kim Si-eun : Park Ye-ji
- Baek Soo-hee : Lee Jeong-min
- Ahn Jung-hoon : Nam Ji-woo

## Épisodes
1. When Someone Talks Behind My Back
2. Getting Over an Ex Who Cheated on You
3. I Was Asked Out During Finals
4. Reason Why Friends Fight During Finals
5. Reason Why It's Scary When a Quiet One Gets Upset
6. Signs That Mean He's Into Her
7. When You Feel Left Out By Your Friends
8. When Close Friends Are About to Cut Ties
9. When Someone Makes a Move on My Crush
10. When a Man Gets Crazy Jealous
11. He Makes My Heart Flutter
12. I Stayed Up All Night With My Crush
13. Parents That Play Favorites
14. A Close Friend That I Can't Stand
15. How to Tell If a Guy Likes You
16. When You Confess Your Feelings About Her
17. My Closest Friend Has Lied To Me
18. It Makes Me Hate You, When I Love You So Much
19. When My Friend Suspects Me In Front Of Others
20. My School Life Is Falling Apart
21. Can We Be Friends Again After Having a Big Fight?
22. Unforgettable First Kiss.txt
23. The One And Only People In My Eighteen